# Jesenice (Rakovník)
Jesenice è una città della Repubblica Ceca facente parte del distretto di Rakovník, in Boemia Centrale.